# インテリア日和
『インテリア日和』（インテリアびより）は、2013年4月5日から2024年3月29日までテレビ東京系列で放送されていた情報番組。テレビ東京とKABUTOの共同製作。ニトリの一社提供。
番組は、部屋の模様替えを希望する一般人宅をインテリアコーディネーターが訪問し、ニトリの家具を取り入れたコーディネートによって室内を魅力ある空間に変えていく模様を放送。撮影映像を複数回に分けて放送する。

## ナレーター
- 阿部哲子（2013年4月5日 - 2018年10月12日）
- 上田まりえ（2018年10月19日 - 2024年3月29日）

## 放送時間
| 放送期間   | 放送期間   | 放送日時           | 備考                                                     |
| ---------- | ---------- | ------------------ | -------------------------------------------------------- |
| 2013.04.05 | 2013.09.27 | 金曜 19:50 - 19:54 |                                                          |
| 2013.10.04 | 2015.09.15 | 金曜 19:54 - 19:58 | 『金曜8時のドラマ』設置（当時は19:58開始）に伴い繰り下げ |
| 2015.10.02 | 2021.03.26 | 金曜 19:56 - 20:00 | 『金曜8時のドラマ』フライング廃止により更に繰り下げ      |
| 2021.04.02 | 2021.04.23 | 金曜 19:55 - 20:00 | 19:25番組がアニメ枠転換により拡大                        |
| 2021.04.30 | 2024.03.29 | 金曜 20:54 - 21:00 | [ 注釈 2 ]                                               |

金曜のゴールデンタイムに放送される別の番組（主に19時台の番組）が拡大版を放送する日などには、放送時間が繰り下げもしくは繰り上げになることがある。
2021年3月まで直前番組との接続はステブレレスだったが、アニメ枠に転換された同年4月にステブレ入り接続に変更された。

## 放送局
| 対象対象地域   | 放送局         | 系列           | 放送日時           | 備考       |
| -------------- | -------------- | -------------- | ------------------ | ---------- |
| 関東広域圏     | テレビ東京     | テレビ東京系列 | 金曜 20:54 - 21:00 | 製作局     |
| 北海道         | テレビ北海道   | テレビ東京系列 | 金曜 20:54 - 21:00 | 同時ネット |
| 愛知県         | テレビ愛知     | テレビ東京系列 | 金曜 20:54 - 21:00 | 同時ネット |
| 大阪府         | テレビ大阪     | テレビ東京系列 | 金曜 20:54 - 21:00 | 同時ネット |
| 岡山県・香川県 | テレビせとうち | テレビ東京系列 | 金曜 20:54 - 21:00 | 同時ネット |
| 福岡県         | テレQ          | テレビ東京系列 | 金曜 20:54 - 21:00 | 同時ネット |